# Friederike Brun
Friederike Brun, Frederikke Brun eller Sophie Christiane Friederike Brun (født 3. juni 1765 i Gräfentonna, Sachsen, død 25. marts 1835 i København) var forfatter og salonværtinde.
Frederikke Brun født Münter var ikke alene hustru til en af de rigeste mænd i Danmark i tiden omkring statsbankerotten i 1813. Hun var også en enestående berejst internationalist og skrev moderne lyrik på tysk.
Hendes familie var tysk, faderen præst ved den tyske Sankt Petri Kirke i København. Hendes liv blev knyttet til Danmark; men hun elskede Middelhavslandene. Der følte hun sig egentlig hjemme.
Ifølge Biografisk Leksikon fra 1911 var "nationalitetsfølelse, særlig i dansk retning, (...) hende fremmed og ubekendt; men hun elskede kunst og videnskab og var selv deres ivrige dyrker og beskytter, og først og fremmest var hendes hus i 1700-tallets slutning og i 1800-tallets tre første årtier et midtpunkt og et samlingssted, hvortil landets bedste mænd villigt havde erkendt, at de stod i dyb taknemmelighedsgæld: her udfoldedes en sjælden gæstfrihed, her var et musernes hjem, hvor digtere og kunstnere vare sikre på at finde påskønnelse for deres virksomhed, her fandt alt godt og ædelt hjælp og pleje."
I den betydelige memoirelitteratur fra tiden findes rigt stof til skildringer af dette hjem: Jens Baggesen, Adam Oehlenschläger, Jacob Peter Mynster, Johan Ludvig Heiberg, Johan Georg Rist og mange flere har hver især givet deres bidrag til et levende billede af fru Brun og hendes omgivelser.

## Balders død
Sophie Christiane Frederikke Münter blev født 3. juni 1765 i flækken Tonna, et par mil fra Gotha, hvor hendes far, dr. Balthasar Münter, var superintendent (biskop). Men et par uger før Frederikkes fødsel havde hendes far modtaget kaldelse til København som andenpræst ved Skt. Petri Kirke, og datterens rejseliv begyndte således i hendes spædeste barndom. 10 uger gammel kom hun til København.
”Hvilket Folk jeg tilhører,” skrev hun i den anledning, da hun er nær ved tresserne, ”véd jeg virkelig ikke; og deraf kommer vel ogsaa min fuldkomne Mangel på særlig Fædrelandskærlighed.” Faren var kun 30 år gammel, da han kom til Danmark, men blev snart højt anset som prædikant, og allerede året efter sin ankomst rykkede han op til sognepræst ved Sankt Petri Kirke. Familien kom i nær venskabelig omgang med Johan Andreas Cramer, Friedrich Gottlieb Klopstock, lægen von Berger (formentlig Johan Just von Berger), og flere. Med sin 3-4 år ældre bror Frederik – død som Sjællands biskop – henlevede Frederikke en lykkelig barndom. Johann Bernhard Basedow, der en stund opholdt sig i København, ville, da han kom som gæst i det münterske hus, praktisere sine pædagogiske reformer ved den lille Frederikkes første undervisning. Alfabetet blev indbagt i søde kager; det skulle forhøje lærebegærligheden; men begærligheden blev så stor, at eleven blev syg deraf, – og en sundere metode måtte anvendes. Barnet havde ypperlige evner, stor åndslivlighed og var såre modtagelig for de forskelligste indtryk i det selskabelige hjem.
Men Struensees herredømme bragte et stort omsving for hele den münterske kreds: Bernstorff, Klopstock, Cramer, Stolbergerne forlod landet; det bragte dyb hjertesorg. Den derpå gærende revolution var ikke fremmed for Frederikkes forældre. ”Saa vel i min Moders Kabinet som i min Faders Studerestue drejede Talen sig ofte derom,” fortæller hun selv, ”og jeg kunde let have røbet det hele før Tiden; men min Moder slap mig i de sidste 14 Dage ikke fra sin Side Dag og Nat, indtil det kritiske Øjeblik var forbi.” De følgende barndomsår gled hurtig hen; størst næring fandt Frederikke ved læsningen af de tyske digtere Christian Fürchtegott Gellert og Klopstock frem for alle; de almindelige skolefag blev derimod en del forsømte. Men hendes sværmeriske sind gav sig allerede tidlig udslag. Naturens skønhed havde hun fra tidlig tid åbent øje for, og i sommermånederne var hun med sine forældre oftere i besøg hos Bernstorffs og hos Reventlows på Fyn og Lolland.
Da Johannes Ewalds Balders død udkom, henreves hun af begejstring for dette digterværk. Gehejmeråd Carstens, en nær omgangsven af hendes forældre, tog hende med i teatret, da det blev opført; men hendes henrykkelse blev for mægtig; hun måtte føres ud i fri luft. Begivenheden vakte opsigt, og Ewald, der selv var nærværende i teatret, hørte derom og ytrede ønske om at få den unge pige at se. Hendes broder var personlig kendt med digteren; han førte sin 14-årige søster op i Ewalds fattige kvistkammer. Da hun så den af gigt forkrøblede skikkelse, brast hun i tårer; men Ewald talte venlig til hende og lagde sin syge hånd på hendes pande, berørte den med et kys og sagde med svag stemme: ”Der bor en Digtersjæl!” Det var hendes indvielse som digterinde. I hjemmets have havde hun oppe i et piletræ fået sig lavet en siddeplads; der nød hun ret Ossian og oversatte den så i jamber og alexandrinere i broget blanding. Senere fik hun Messiaden i hænde, og med den oplodes for hende en verden af nye tanker og ophøjede følelser. Klopstock ”lærte hende at tænke”.

## Ægteskab med Constantin Brun
Da hendes bror Frederik efter endte universitetseksaminer i foråret 1781 havde tiltrådt en studierejse til Tyskland, førtes en levende brevveksling mellem de to søskende, og hun fulgte med største interesse hans besøg hos tidens litterære berømtheder; men fra Göttingen kan han fortælle hende om de mange rygter, der have nået hans øren, at hun – altså endnu knap 17 år – ”har været velsignet med Elskere”, men også, ”at hun har uddelt Kurve”. Med "elskere" menes i dette tilfælde "tilbedere" eller "friere". Hun valgte mellem tre forskellige friere: Constantin Brun var hendes eget valg, der var ikke tale om et fornuftsægteskab, endsige om tvang.
Han har læst flere af hendes digte for Johann Gottfried von Herder, som roste dem. I sommeren 1782 fulgte Frederikke med sine forældre til Tyskland, traf broderen i Göttingen, rejste derfra over Kassel til et længere ophold i Gotha og besøgte i Weimar Christoph Martin Wieland og Herder.
Efter to måneders forløb var hun atter i hjemmet.
En mand, som i åndelig henseende var den største kontrast til hende, anholdt om hendes hånd. Det var den tidligere konsul i Sankt Petersborg, Constantin Brun (1746-1836). Han var den gang kongelig administrator ved den vestindiske handel. Gennem det schimmelmannske hus havde Brun gjort Frederikke Münters bekendtskab. Hendes forældre anså ham for ”et godt Parti”; men hun selv kunne ikke komme til nogen beslutning og vaklede længe i en højst pinefuld tilstand. Da skrev hendes far et udførligt brev til hende, en hel afhandling, hvori han søgte at vise datteren, at der måtte ses et fingerpeg fra Gud i den forunderlige forbindelse af omstændigheder, der havde ledet Brun til hende som frier: stod hun imod, stødte hun lykken fra sig. Så gav hun da agent Brun sit ja, og 28. juli 1783 stod brylluppet. Men ægteskabet var ikke lykkeligt. Der fandtes ikke nogen som helst fælles interesse hos dem. Dog så længe hendes far levede (til 1793), var forholdet nogenlunde godt. Hun nød rigdommen og udfordringerne ved at være madame Brun, dog især rejserne i Europa. Hvor hun oprindelig forsøgte at dele sin mands interesser, opgav han hurtigt at følge hende ind i litteraturen og teatrets verden.

## Tunghør
Få uger efter brylluppet foretog Brun en rejse til St. Petersborg for at afslutte sin handelsvirksomhed der, og hans unge hustru fulgte ham. Hjemrejsen lagdes over Berlin og Hamborg; her glædede hun sig ved omgangen med Klopstock.
I marts vendte ægteparret tilbage til København, og i april fødte fru Brun en søn, som fulgtes af endnu fire børn, hvoraf dog kun tre døtre nåede voksen alder. I den strenge vinter 1788 indtrådte en tunghørighed, som aldrig forlod hende, men som dog hverken formåede at slukke hendes livsglæde eller at hæmme hendes ideale stræben.
Store tidsrum tilbragte hun på rejser i udlandet. På disse sluttede hun bekendtskab og venskab med en mængde fremragende og udmærkede mennesker. I 1791 var hun første gang i Paris, drog derfra til Sydfrankrig, hvor hun i Lyon lærte at kende Friedrich von Matthisson, naturskønhedens sanger, som senere udgav hendes digte.
Fra Lyon drog hun til Geneve, hvor hun særlig sluttede sig til Charles Victor de Bonstetten, hendes måske platoniske ven, som til sin alderdom blev hendes stadige korrespondent og tillige var hendes hyppige ledsager på rejser; han levede også i længere tid i hendes hus i København.
Med fru Staël samlevede hun også meget og har ved hendes død med kærlighed givet en skildring af hende. I Prosaische Schriften (1799-1801, 4 Bd.), Tagebuch einer Reise durch Schweiz (1800), Episoden aus Reisen (1808-18, 4 Bd.), Briefe aus Rom (1816), Römisches Leben (1833, 2 Bd.) kan man følge hendes brogede rejseliv og ret lære at kende hendes rige, digteriske gemyt, ligesom hendes skildringer ikke have mindst værd som bidrag til tidens kulturhistorie.
Sin barndom og ungdom har hun skildret i bogen Wahrheit aus Morgenträumen (1824), som blev oversat til dansk af Louis Bobé i 1917 med titlen Ungdoms-Erindringer, og i 1995 udkom i en nyoversættelse af Inge Lise Rasmussen med titlen Morgendrømmens sandhed.

## ”poetiske Galskaber”
Når fru Brun var hjemme, tilbragtes vinteren i det senere Moltkes palæ i Bredgade i København og sommeren på det yndige landsted Sophienholm ved Frederiksdal, som første gang beboedes 1792 og senere blev helt nybygget. Modsætningerne mellem husets herre og frue måtte straks falde enhver i øjnene: kræmmeren på den ene side, poesien på den anden. Han kunne vel føle sig smigret ved at høre sit hus anerkendt som det smukkeste og selskabeligste i København, men brugte dog enhver lejlighed til at ytre sin spot og sin misfornøjelse med sin hustrus ”poetiske Galskaber”, som han kaldte dem. Hendes døvhed hindrede hende i at høre disse spotterier; således var den dog god for noget. Hun gjorde erobringer, hvor hun trådte frem, ved sin elskværdige personlighed, sin rige ånd og sine mangesidige kundskaber.
Hendes helbred var stadig svagt; hun var plaget af nervelidelser, der ofte fængslede hende til sygelejet. Men hendes død indtraf dog pludselig og aldeles uventet i hendes 70. år, 25. marts 1835, i København. Hendes mand overlevede hende et år. Biskop Mynster, hendes mangeårige ven og gift med hendes brordatter, lyste i et såre skønt afskedsord velsignelse over hendes minde. Hendes portræt er litograferet 1833.

## Udvalgte værker
- Idas æstetiske udvikling, C.A. Reitzel, 1998. ISBN 87-7876-087-9.
- Morgendrømmenes sandhed, C.A. Reitzel, 1995. ISBN 87-7421-961-8.
- Romersk drama : uddrag af breve og skrifter, Hasselbalch, 1958.